# Giorgio Bocca
Giorgio Valentino Bocca (Cuneo, 28 de agosto de 1920 – Milão, 25 de dezembro de 2011) foi um jornalista e escritor italiano.
Bocca escreveu, entre outras obras:
- "Storia dell´Italia Partigiana" (1966),
- "Storia d´Italia nella Guerra Fascista" (1969),
- "Palmiro Togliatti" (1973),
- "La repubblica di Mussolini" (1977),
- "Storia della Repubblica italiana dalla caduta del fascismo a oggi" (1982),
- "Settant´anni di vita italiana" (1992),
- "Metropolis. Milano nella tempesta italiana" (1994),
- "Piccolo Cesare", de (2002),
- "Le mie montagne. Gli anni della neve e del fuoco" (2006),
- "Annus Horribilis" (2010),
- "Fratelli coltelli. 1943-2010: l´Italia che ho conosciuto" (2010).

No jornalismo, trabalhou para a Gazzetta del Popolo, O Europeu e Il Giorno, e foi um dos fundadores do  jornal romano "radical-chic" La Repubblica.